# Waltz for Debby (brano musicale)
Waltz for Debby è uno standard jazz composto dal pianista Bill Evans ed è il suo brano più famoso. "Debby" nel titolo della composizione si riferisce alla nipote di Evans, allora di 3 anni. 
Il brano era stato registrato per la prima  nel suo album di debutto New Jazz Conceptions come un pezzo per pianoforte solo della durata di 1 minuto e mezzo. Il testo fu aggiunto successivamente nel 1962 da Gene Lees.

## Formazione
New Jazz Conceptions (1956):
- Bill Evans – piano

Su Waltz for Debby  (1961):
- Bill Evans – piano
- Scott LaFaro – bass
- Paul Motian – drums

## Altre incisioni
- Waltz for Debby (album 1964)

con Monica Zetterlund (voce)
- You're Gonna Hear From Me (1969)

- The Bill Evans Album (1971)

- The Tony Bennett/Bill Evans Album (1975)